# Rayssa & Ravel
Rayssa & Ravel é uma dupla de música sertaneja brasileira, formada pelos cantores evangélicos Rayssa (vocal) e Ravel (vocal). É a dupla mais notória no segmento da música cristã contemporânea e, ao longo de mais de 30 anos de carreira, produziu vários sucessos e álbuns no meio religioso.
Iniciou a carreira em São Paulo, na década de 1990, com canções não-religiosas. Com a conversão dos músicos, a dupla produziu seu primeiro disco, Nascer de Novo (1994), com temática evangélica, sucedido pelos projetos Mundo Colorido (1995) e Chuva de Felicidade (1996). Nesta época, os irmãos lançaram vários sucessos, como "Nascer de Novo", "Chuva de Felicidade", "Sabe Filho" e "O Amor". A notoriedade chamou a atenção da gravadora MK Music, pela qual produziram o projeto Outra Vez em 1998 e, tempos depois, Só Pra Te Amar (2000).
Na década de 2000, a dupla flertou o sertanejo com outros gêneros, como o pentecostal nos álbuns Inesquecível (2002) e Além do Nosso Olhar (2004) e o congregacional em Como Você Nunca Viu (2008), além de discos exclusivamente românticos como Apaixonando Você (2005) e Apaixonando Você Outra Vez. Em 2010, a banda retornou a uma sonoridade exclusivamente sertaneja com o projeto Sonhos de Deus, distribuído pela Sony Music Brasil e com o independente Biografia de Um Vencedor (2011). Em 2017, a dupla lançou Feliz Demais pela gravadora Graça Music, que alcançou avaliações favoráveis da crítica. No ano seguinte, a dupla anunciou um hiato e seus membros passaram a trabalhar em obras solo. Os músicos se reuniram novamente em 2021 e lançaram, em 2024, o álbum ao vivo Origens.
Ao longo de sua carreira, Rayssa & Ravel recebeu várias indicações ao Troféu Talento, incluindo como vencedores na categoria Melhor Dupla nos anos de 2001, 2006 e 2008, e também levou indicações em outros anos, como 2003 e 2009. Além disso, os músicos mantém álbuns solo lançados desde 1994 e escreveram músicas gravadas por vários artistas, incluindo nomes como Pamela, Gian & Giovani, Cassiane e Paquitas.

## História

### 1988–1997: Início e sucesso
Rayssa e Ravel nasceram na cidade do Rio de Janeiro, e são filhos de outra dupla evangélica chamada Daniel e Dênny. Com a influência dos pais e com o interesse pela música sertaneja, se uniram como dupla ainda no final da década de 1980. Apesar da origem protestante, os músicos deixaram de ser religiosos no início da carreira e se mudaram para a cidade de São Paulo para tentar o sucesso.
Em São Paulo, conheceram a cantora Roberta Miranda. Rayssa deu o nome de Ravel ao seu irmão, enquanto que o nome Rayssa foi escolhido pelo sobrinho da Roberta Miranda. No segmento não-religioso, não só cantavam, como compunham, tendo algumas de suas músicas gravadas por Gian & Giovani e As Paquitas. Em certo período, Ravel retornou a fé protestante e Rayssa, tempos depois, também. Com isso, a partir de 1994, a dupla passou a atuar exclusivamente dentro do sertanejo evangélico, apesar de ainda produzir, em alguns momentos, músicas não-religiosas.
A dupla iniciou sua discografia em 1994, com o disco Nascer de Novo, que fez os músicos alcançarem notoriedade nacional. O projeto se destacou pela parceria com o compositor Wanderly Macedo, responsável pela assinatura e co-autoria dos primeiros sucessos da dupla, como "Nascer de Novo", "Sabe" e "O Amor". O projeto foi lançado pela gravadora Som e Louvores e contou com produção musical do tecladista Melk Carvalhêdo. Anos depois, foi eleito o 55º maior álbum da música cristã brasileira em uma lista compilada pelo portal Super Gospel com a participação de críticos, historiadores e músicos.
Entre o primeiro e o segundo trabalho, os músicos também chegaram a produzir trabalhos solo. Rayssa e Ravel, de forma independente, produziram dois álbuns. Simultaneamente, a dupla trabalhou no álbum Mundo Colorido, lançado em 1995, que repetiu a parceria de produção com Carvalhêdo. O repertório incluiu músicas como "Mundo Colorido", "Controle Remoto" e "Lindo", e foi o último trabalho dos músicos pela gravadora Som e Louvores.
Mais tarde, a dupla trabalhou em seu terceiro registro, lançado em 1996 pela gravadora Grape Vine. Chuva de Felicidade contou com produção de Carvalhêdo e trouxe várias músicas que ganharam notoriedade no trabalho da dupla, como "Chuva de Felicidade", "Voltei", "Canção do Caminhoneiro", "Eu não Sei" e "Hei", além de "Sabe Filho", também gravada pela cantora Mara Lima.[carece de fontes?] O projeto foi considerado, ao longo dos anos, como um dos melhores discos da dupla. Em 1997, o projeto foi relançado pela gravadora Som do Céu com uma nova capa. O sucesso do álbum chamou a atenção da gravadora MK Music, com a qual os músicos assinaram contrato artístico em 1998.

### 1998–2004: Popularidade e migração para o pentecostal
Ainda em 1998, a dupla começou a trabalhar em seu quarto álbum. Ao invés de trabalhar novamente com Carvalhêdo, a dupla decidiu gravar com o tecladista Mito Paschoal, tecladista da banda Novo Som. Outra Vez manteve a sonoridade sertaneja dos trabalhos anteriores, mas também incluiu algumas baladas, como "Que bom que Tu Me Amas" e também a canção "O Teatro", assinada por Wanderly Macedo, que foi o carro-chefe do trabalho.
Logo depois, a dupla escolheu canções de seus álbuns não lançados pela MK Music e regravou sucessos para o projeto Melhores Momentos com o produtor Ezequiel Matos. A obra também incluiu a inédita "Amar, Amar", que também fez parte do álbum Amo Você Vol. 4 (1998). Mais tarde, a dupla voltou-se à gravação de outro projeto inédito, lançado em 2000. Só Pra Te Amar conteve uma produção compartilhada entre Melk Carvalhêdo e Emerson Pinheiro. Foi o último registro da dupla a trazer uma composição de Wanderly Macedo como canção de trabalho, chamada "Prisioneiro da Felicidade". O projeto também trouxe uma música escrita pela dupla Daniel & Samuel, chamada "Festa de Crente". Em 2001, a dupla foi premiada no Troféu Talento na categoria Melhor Dupla.[carece de fontes?]
Com o sucesso do chamado pentecostal, a dupla optou por iniciar um disco focado com esta proposta. Com isso, optaram por trabalhar com o músico Jairinho Manhães e contaram com a colaboração da cantora Cassiane na elaboração do repertório do disco seguinte. Inesquecível foi lançado em 2002 e que, anos depois, rendeu a dupla um primeiro disco de ouro certificado pela Pro-Música Brasil por mais de 100 mil cópias vendidas.
Seguindo o anterior, a banda trabalhou novamente com Jairinho num futuro registro, cujo título foi Além do Nosso Olhar, que também rendeu a dupla um disco de ouro por mais de 100 mil cópias vendidas e o sucesso da faixa-título nas rádios evangélicas. No mesmo ano foi lançada uma coletâneas da dupla, Elizeu Gomes e Rayssa & Ravel, que trouxe canções do álbum Outra Vez (1998) com canções do cantor Elizeu Gomes.

### 2005–2009: Experimentações musicais
Em 2005, Rayssa & Ravel resolveu trabalhar novamente com Melk Carvalhêdo para um disco de sonoridade sertaneja. Apaixonando Você foi o primeiro disco do cenário evangélico a ter um repertório completamente romântico, logrou um disco de ouro por mais de 50 mil cópias vendidas e recebeu diferentes avaliações favoráveis da crítica: Foi eleito o 99º melhor álbum dos anos 2000 em lista divulgada pelo Super Gospel, por outro lado recebendo críticas negativas do Universo Musical que, à época, afirmou que os músicos "acabaram perdendo a originalidade ao mergulhar fundo demais no pop secular". No mesmo ano foi lançada a coletânea MK CD Ouro: As 10 mais de Rayssa & Ravel.
Depois de um registro sertanejo, a dupla novamente fez um álbum pentecostal. Com produção musical de Rogério Vieira, Mais que Vencedores foi lançado em 2006. Assim como os anteriores, recebeu disco de ouro por vender mais de 50 mil cópias e o segundo prêmio de Melhor Dupla no Troféu Talento pelo trabalho em Apaixonando Você. Em 2007, a dupla liberou Enamorándote, uma versão em espanhol do álbum Apaixonando Você com a inclusão da música "Dios de Milagros", versão de "Deus de Milagres", presente em Inesquecível (2002).
Em 2008, a dupla continuou a trabalhar com Rogério Vieira, mas desta vez para um registro de influência do canto congregacional e influências pop. A mudança foi destacada com a faixa de trabalho "Consolador", assinada pelo compositor Anderson Freire e que, anos depois, também foi gravada pela cantora Damares. No mesmo ano a dupla venceu pela terceira vez o Troféu Talento de Melhor Dupla.
Em 2009, foi lançado o álbum Apaixonando Você Outra Vez, cuja produção musical foi assinada por Wagner Carvalho e pela banda carioca Yahoo. O projeto incluiu a canção "Pedido de Namoro", que foi a principal faixa do registro e foi assinada pelo cantor Anderson Freire. Após o lançamento da obra, os músicos decidiram não renovar contrato com a gravadora MK Music.

### 2010–2015: Retorno ao sertanejo e mudanças contratuais
Em 2010, Rayssa & Ravel foi anunciada como uma das primeiras contratações do selo evangélico da gravadora Sony Music Brasil, que estava estreando suas atividades. Os músicos partiram para a gravação de um novo disco, que contou com produção musical de Wagner Carvalho, Ayra Peres e dos músicos da banda Yahoo. O projeto foi definido como um "retorno às origens", com repertório de influência do sertanejo clássico e também do chamado sertanejo universitário.
Sonhos de Deus chegou a ser considerada uma das melhores obras da carreira da dupla. No entanto, meses após o lançamento, a dupla decidiu rescindir o contrato com a Sony Music com a justificativa de "divergência profissional" em um comunicado. O anúncio foi feito em junho de 2011.
No mesmo ano, a dupla lançou seu primeiro trabalho com distribuição independente. Biografia de Um Vencedor mesclou faixas gravadas ao vivo e em estúdio com produção de Wagner Carvalho e Ayra Peres. Em 2012, a dupla assinou contrato com a Canzion Brasil e o trabalho foi relançado com novo projeto gráfico. Na mesma ocasião, em setembro de 2012, a dupla liberou Nossa História, um projeto comemorativo com regravações de sucessos da dupla da década de 1990.
A dupla retornou a ter um contrato artístico com a gravadora MK Music em 2013 e também passou a trabalhar em um disco, o primeiro dos músicos sob a produção de Rogério Vieira desde Como Você Nunca Viu (2008). O que Deus Fez por Mim saiu no mesmo ano e trouxe canções assinadas por diferentes músicos, como Samuel Santos (da dupla Daniel & Samuel), Léa Mendonça e Samuel Mariano com influências sertanejas e também pentecostais. Para o projeto ainda foi lançado o clipe da canção "O Grande".
Tempos depois, a dupla passou a trabalhar num projeto sucessor. Com a produção do tecladista Silvinho Santos, a dupla lançou em julho de 2015 o projeto O Olhar de Deus, de influência predominantemente pentecostal. A obra recebeu avaliações negativas da mídia especializada, e conteve o single "Levanta", assinado por Cláudio Louvor. Com o mau desempenho do disco, a dupla decidiu não renovar contrato artístico com a gravadora.

### 2016–2018:Feliz Demaise hiato
Em 19 de julho de 2016, a dupla assinou contrato com a gravadora Graça Music, anunciando o lançamento de um disco inédito e a gravação de um DVD ao vivo.
Ainda em 2016, a dupla começou a trabalhar em um novo álbum, que trouxe a parceria dos músicos com Melk Carvalhêdo (que não gravava com Rayssa & Ravel desde 2005) e com a estreia de Marcelo Rodríguez em três faixas. Os irmãos chegaram a anunciar que o projeto seria um retorno ao sertanejo e que traria uma canção inédita, que mais tarde foi revelada sendo "15 de Maio".
Feliz Demais foi anunciado nos primeiros meses de 2017 e seu primeiro single, "De Bem com a Vida", foi lançado nas plataformas digitais em março daquele ano. O projeto abordou temas como depressão, sofrência e angústia. No lançamento, recebeu avaliações favoráveis da mídia especializada. Além das canções "Leva Eu" e "15 de Maio", a dupla também chegou a lançar um videoclipe da faixa "Caos e Sofrimento".
Ainda em 2017, a dupla fez suas últimas gravações com o projeto Graça e Adoração, da gravadora Graça Music. Na ocasião, foi lançado o single "Uma Carta pra Deus" com a participação da cantora Bruna Olly, a canção "Jerusalém", também com Olly e, no final do mesmo ano, saiu "Cuida de Mim", canção original do Ministério de Adoração da Graça, que contou com participações dos músicos.
Em 2018, a dupla anunciou um hiato e divulgou que seus integrantes focariam em suas carreiras solo.

### 2019–atualmente: Hiato e retorno
Após a dupla ter entrado em hiato, os músicos anunciaram discos solo pela Graça Music. Ravel começou a trabalhar no disco Um Novo Tempo, que foi produzido por Rogério Vieira e lançado em maio de 2019. Rayssa, por sua vez, rescindiu contrato com a Graça Music e assinou com a Universal Music Brasil em abril do mesmo ano. Na ocasião, anunciou a produção de um disco pentecostal pela major.
Em dezembro de 2019, Ravel decidiu montar outra dupla sertaneja, chamada Kell & Ravel, com o cantor Kell Nunes. No início de 2020, o cantor fez críticas públicas à sua irmã, Rayssa, em entrevista. Na ocasião, disse que "não foi eu quem quis carreira solo" e que "foi uma decisão que ela tomou sozinha". A dupla, no entanto, encerrou suas atividades em março de 2020, sem lançar álbuns ou singles.
Em 2021, Rayssa anunciou que se mudaria para Goiânia, onde deu sequência à sua carreira solo. Em novembro do mesmo ano, a dupla lançou um single de retorno, "Coração de Pai", composição de Rayssa. A distribuição foi independente, e outras inéditas ao longo dos anos, como "Chave do Tempo", "Você não Vai Parar Agora" e "Adorador". Em 2022, a dupla gravou em Goiânia o álbum ao vivo de regravações Origens, cujo repertório foi lançado paulatinamente em singles e anunciado em formato completo para 2024.

## Discografia
- 1994: Nascer de Novo
- 1995: Mundo Colorido
- 1996: Chuva de Felicidade
- 1998: Outra Vez
- 1999: Melhores Momentos
- 2000: Só Pra Te Amar
- 2002: Inesquecível
- 2004: Além do Nosso Olhar
- 2005: Apaixonando Você
- 2006: Mais que Vencedores
- 2007: Enamorándote
- 2008: Como Você Nunca Viu
- 2009: Apaixonando Você Outra Vez
- 2010: Sonhos de Deus
- 2011: Biografia de Um Vencedor
- 2012: Nossa História
- 2013: O que Deus Fez por Mim
- 2015: O Olhar de Deus
- 2017: Feliz Demais